# Shumi Dechasa
Leche Shumi Dechasa, né le 28 mai 1989 à Gimbichu en Éthiopie, est un athlète éthiopien, naturalisé bahreïni en 2015, spécialiste de marathon.

## Biographie
Il mesure 1,72 m pour 54 kg. Il se révèle lors du semi-marathon Rome-Ostie en 2012 (59 min 51 s, second), puis lors du marathon international de Séoul (2e) en 2 h 7 min 11 s. En 2014, il remporte le marathon de Hambourg en 2 h 6 min 43 s (record personnel). En 2015, il est troisième au marathon d'Ottawa en 2 h 9 min 59 s. Son meilleur temps 2015 est de 2 h 7 min 20 s lors du marathon de Tokyo (4e).

## Palmarès
| Date | Compétition              | Lieu         | Résultat | Épreuve       | Temps           |
| ---- | ------------------------ | ------------ | -------- | ------------- | --------------- |
| 2013 | Marathon de Séoul        | Séoul        | 2e       | Marathon      | 2 h 7 min 11 s  |
| 2014 | Marathon de Hambourg     | Hambourg     | 1er      | Marathon      | 2 h 06 min 43 s |
| 2015 | Marathon d'Ottawa        | Ottawa       | 3e       | Marathon      | 2 h 09 min 59 s |
| 2015 | Championnats panarabes   | Madinat 'Isa | 1er      | semi-marathon | 1 h 02 min 50 s |
| 2015 | Championnats du monde    | Pékin        | 5e       | Marathon      | 2 h 17 min 17 s |
| 2017 | Championnats du monde    | Londres      | 15e      | Marathon      | 2 h 15 min 08 s |
| 2019 | Jeux mondiaux militaires | Wuhan        | 1er      | Marathon      | 2 h 08 min 28 s |
| 2021 | Marathon de Genève       | Genève       | 1er      | Marathon      | 2 h 06 min 59 s |

## Records
| Épreuve  | Performance    | Lieu     | Date       |
| -------- | -------------- | -------- | ---------- |
| Marathon | 2 h 6 min 43 s | Hambourg | 4 mai 2014 |